# Lã Xử Bình

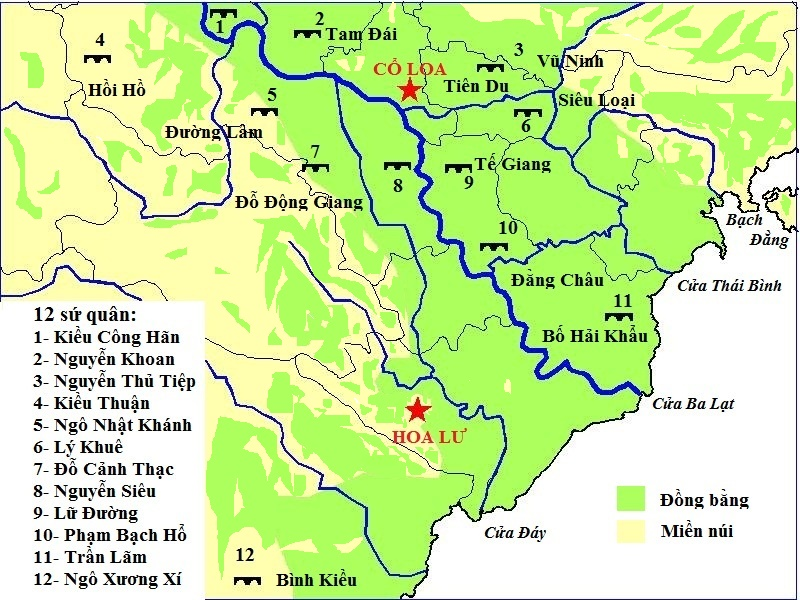
Sơ đồ vị trí 12 sứ quân

Lã Xử Bình (呂處坪, ? - 966) là tướng nhà Ngô trong lịch sử Việt Nam. Khi Ngô Xương Văn mất, Lã Xử Bình đã cùng Kiều Tri Hựu, Dương Huy và Đỗ Cảnh Thạc nổi loạn tranh giành ngôi Vua, trực tiếp đưa đất nước rơi vào thời loạn 12 sứ quân. Ông là thủ lĩnh của một trong những phe tiếm quyền triều đình Cổ Loa và bị lực lượng của Đinh Bộ Lĩnh đánh dẹp năm 966, mở đầu quá trình thống nhất đất nước để lập lên nhà Đinh trong lịch sử Việt Nam.

## Thân thế
Lã Xử Bình còn được gọi với tên khác là Lữ Xử Bình hay Ngô Xử Bình, Ngô Bình, Ngô Phó Sứ vì có công với nhà Ngô nên được ban quốc tính họ Vua.
Thông tin về nhân vật Lã Xử Bình, Đại Việt sử ký tiền biên của Ngô Thì Sĩ khắc in năm 1800 ghi:
"Xét Thập quốc thế gia Ngô Xương Văn mất ở Giao Châu, tướng tá của ông là Lã Xử Bình và Thứ sử Phong Châu là Kiều Tri Hựu tranh nhau lên thay. Giao Chỉ đại loạn, Đinh Liễn ở Giao Châu đánh tan hai người ấy, Xưởng giao cho Liễn làm Tiết độ Giao Châu… Theo như sách chép thì lúc đó Nam Tấn mới mất, trong nước rối ren, Đinh Liễn có công dẹp loạn, lại được phong tước, chứ chẳng như những con tin tầm thường nhân lúc loạn lạc mà trốn về.
Bính Dần năm thứ 16 [966]… Bọn quan Tham mưu của Ngô vương là Ngô Xử Bình Thứ sử Phong Châu là Kiều Tri Hựu, Thứ sử châu Vũ Ninh là Dương Huy, Nha tướng là Đỗ Cảnh Thạc, tranh nhau lên ngôi. Trong nước khắp nơi nổi loạn, ai nấy đều chiếm cứ quận ấp, mưu thôn tính lẫn nhau."
Việt sử tiêu án mục chép phụ các sứ quân ghi:
Xét sách Thập quốc Xuân thu chí, Bộ Lĩnh đánh được Lã Xứ Binh, đảng giặc tan vỡ. Sách này lại chép rằng đánh được Ngô Phó Sứ, thế thì Phó Sứ tất là Xứ Bình không sai nữa. Vua Tiên Hoàng bình được 12 sứ quân, trận này là trận đánh then chốt.
Như vậy Lã Xử Bình và Kiều Tri Hựu đã tranh ngôi vua tại Cổ Loa từ khi Xương Văn mất năm 965. Một năm sau đó, Lã Xử Bình lại xuất hiện cùng 3 đại diện lực lượng khác tranh nhau làm vua, rất có thể lực lượng tiếm quyền của Lã Xử Bình đã thắng thế trong 2 lần giao tranh, chiếm đóng tại Cổ Loa giai đoạn 965-966 và buộc Ngô Xương Xí phải bỏ chạy về Bình Kiều (Thanh Hóa) để trở thành một sứ quân. Nhưng hiện tại chưa tìm thấy sử liệu nào nói Lã Xử Bình xưng vua giai đoạn này. Sách Khâm định Việt sử Thông giám cương mục ghi "các đại thần họ Kiều, họ Dương làm loạn" phần nào cũng cho thấy tham vọng của Dương Huy và Kiều Công Hãn trong cuộc chiến ngôi báu khi thời cơ đến, tức nhà Ngô mất.

## Cuộc chiến ngôi báu
Nhân vật khuất lấp trên chính trường của thời loạn 12 sứ quân mà Đại Việt sử ký toàn thư không nhắc đến chính là Lã Xử Bình. Lã Xử Bình là bộ tướng tham mưu cho Nam Tấn Vương Ngô Xương Văn, được Nam Tấn Vương trọng thị đến mức ban cho quốc tính: Ngô Xử Bình. Khi Nam Tấn Vương chết trận tại thôn Đường- Nguyễn ở đất Thái Bình, Lã Xử Bình là người tiếp quản quân đội chính quy của nhà Ngô. Với tư cách là một người tham tá thân cận đồng thời là một tướng quân đang ở ngoài trận, Lã Xử Bình đã thâu tóm toàn bộ quyền lực quân đội chính quy về tay mình từ tay nhà Ngô. Việc Lã Xử Bình tiếm quyền họ Ngô cũng là một cơ hội gây nên tình trạng cát cứ và loạn lạc của các thế lực đương thời. Vì là đại diện phe tiếm quyền, không có thực ấp ngoài kinh đô và bị dẹp trước khi hình thành đầy đủ 12 sứ quân nên Lã Xử Bình không được liệt kê vào danh sách này.
Theo Sách An Nam chí lược của Lê Tắc đời Trần soạn năm 1335 ghi: 
"Đến khi Ngô Xương Văn chết, thì có bộ thuộc là Ngô Xử Bình, giành làm vua; Đinh Bộ Lĩnh giết Ngô Bình, lãnh nước Giao Chỉ, tự xưng là Vạn Thắng Vương, lại tự ý cho con Đinh Liễn làm Tiết Độ Sứ".
Theo Sách Đại Việt sử ký toàn thư:
"Khi Minh Công mất, gặp lúc bọn con em của Ngô Tiên chúa ở Đỗ Động Giang hơn 500 người đem quân đến đánh, mới vào đến đất Ô Man thì bị người làng ấy là Ngô Phó sứ đánh bại phải trở về. Bộ Lĩnh nghe tin, liền cất quân đi đánh vùng sông và động ấy, không bộ lạc nào không hàng phục. Từ đó lại dân ở kinh phủ đều khâm phục theo về. Nhà Ngô mất".
Tuy nhiên, việc các đại thần Dương Huy, Lã Xử Bình, Kiều Công Hãn, Đỗ Cảnh Thạc tranh giành ngôi vua khi nhà Ngô mất có thể coi như là một tất yếu của cuộc chiến quyền lực nhằm thống nhất đất nước mà sau này sứ mệnh lịch sử đã trao cho Đinh Bộ Lĩnh với thắng lợi đánh dẹp 12 sứ quân.
Theo thần tích đền Cốc Khê thờ Võ Trung ở Kim Động (Hưng Yên) thì Đinh Bộ Lĩnh cử Lưu Cơ, Đinh Điền thống lĩnh tiền quân, Võ Trung thống lĩnh hậu quân, Nguyễn Bặc là tiết chế trung quân đại tướng tiến đánh mười hai sứ quân. Võ Trung tiến đánh một trận, sứ quân Ngô Bình thua to, bắt được bị chém đầu thị uy, các sứ quân khác đều dẹp yên hết.